# Uwe Johnson

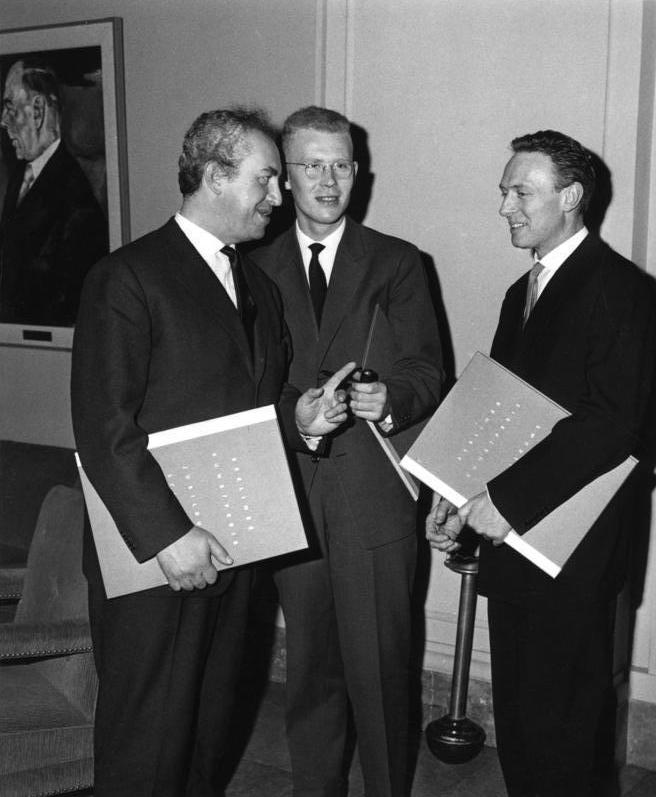
Rudolf Noelte, Uwe Johnson, Erich Schellow

Uwe Johnson (ur. 20 lipca 1934 w Kamieniu Pomorskim/Kammin in Pommern; zm. prawdopodobnie w nocy z 23 lutego na 24 lutego 1984 w Sheerness) – niemiecki pisarz. Należał do Grupy 47.

## Życiorys
Dzieciństwo spędził w Anklam w Meklemburgii. 1944/45 był wychowankiem elitarnej szkoły faszystowskiej w Kościanie (obecnie województwo wielkopolskie). W 1945 roku rodzina uciekła do meklemburskiej wsi Recknitz. Ojciec został internowany przez Rosjan, zmarł w niewyjaśnionych okolicznościach. W latach 1949–52 Uwe Johnson uczęszczał do gimnazjum w Güstrow, tam zdał maturę. Następnie do 1956 roku studiował germanistykę i anglistykę na uniwersytetach w Rostocku i Lipsku. Jako student wystąpił z FDJ na znak sprzeciwu wobec represjonowania grupy protestujących kolegów. Po studiach został uznany za „nieprzydatnego w służbie państwowej” i przez 3 lata utrzymywał się z tłumaczeń i recenzji wydawniczych.
Od 1969 roku był członkiem PEN-Clubu i Akademii Sztuk w Berlinie Zachodnim. Po 1975 nastąpiła kilkuletnia przerwa  w twórczości spowodowana ciężkim kryzysem osobistym pisarza. Od 1977 był członkiem Akademii Języka i Literatury Niemieckiej w Darmstadzie (z której po 2 latach wystąpił). W 1977 rozstał się z żoną. W 1979 wykładał poetykę na uniwersytecie we Frankfurcie/M. W 1983 opuścił także Związek Pisarzy. 12 marca 1984 roku znaleziono go martwego w domu w Sheerness.

## Twórczość
Debiutem Johnsona była powieść Mutmaßungen über Jakob (1959), która ukazała się w zachodnioniemieckim wydawnictwie Suhrkamp. W tym czasie przeprowadził się do Berlina Zachodniego („Moja decyzja nie ma motywów politycznych. Chciałem zamieszkać tam, gdzie wydano moją książkę”.). Bohaterem powieści jest dyspozytor kolejowy Jakob Abs, przybyły do fikcyjnego mecklemburskiego miasteczka Jerichow z utraconego na rzecz Polski Pomorza.  Ta „pierwsza powieść o tematyce niemieckiej po wojnie” (H. M.  Enzensberger) przedstawia człowieka sprawiedliwego, rzetelnego, który w podzielonych Niemczech nie może odnaleźć miejsca dla siebie. Jakob odwiedza zakochaną w nim Gesine Cresspahl, która przeniosła się na Zachód. On jednak powraca do NRD i niedaleko miejsca swej pracy ginie pod kołami pociągu.
Uwagę krytyki przykuła nowatorska struktura utworu i oryginalny styl 25-letniego wówczas autora. Przydano mu etykietkę „pisarza obojga Niemiec”, „pisarza podziału”.
Pobyt w Nowym Jorku (1966-68) poświęcił Johnson głównie na pracę nad cyklem powieściowym Jahrestage. Aus dem Leben der Gesine Cresspahl. Urodzona w 1933 roku Gesine, której młodość upłynęła w NRD, po ucieczce na Zachód studiuje język angielski, pracuje w jednej z agend NATO i samotnie wychowuje córkę Marie. Trafia następnie jako urzędniczka bankowa do Nowego Jorku. Marie traktuje to miasto jako swoje miejsce na ziemi, tymczasem Gesine, pragnąc zapoznać córkę z przeszłością, z korzeniami, postanawia prowadzić dziennik, w którym teraźniejszość (lata 1967/68) zderzana jest z wyłaniającą się ze wspomnień przeszłością. Tuż przed interwencją wojsk Układu Warszawskiego w Pradze w 1968 roku Gesine i Marie wylatują do Europy.
„W utworze zderzają się tak odmienne rzeczywistości, jak Republika Weimarska, faszyzm i NRD, postrzegane z perspektywy meklemburskiego miasteczka Jerichow oraz codzienność Nowego Jorku lat 60”. Tetralogia Johnsona to dzieło wielowarstwowe, kryjące w sobie różne możliwości interpretacji, będące montażem teraźniejszości i przeszłości, prywatności i historii, realnej rzeczywistości i fikcji.
W 1985 roku na uniwersytecie we Frankfurcie/M. utworzono archiwum Uwe Johnsona (pisarz spadkobiercą uczynił wydawnictwo Suhrkamp).

### Dzieła
- Mutmassungen über Jakob (1959) - wyd. pol. Domniemania w sprawie Jakuba, 2008, tłum. Sława Lisiecka
- Das dritte Buch über Achim (1962)
- Karsch, und andere Prosa (1964)
- Zwei Ansichten (1965)
- Jahrestage 1-3 Aus dem Leben von Gesine Cresspahl (1970, 1971, 1973)
- Eine Reise nach Klagenfurt (1974)
- Berliner Sachen (1975)
- Ein Schiff (1979)
- Ein unergründliches Schiff (1979)
- Jahrestage 4 Aus dem Leben von Gesine Cresspahl (1983)
- Begleitumstände. Frankfurter Vorlesungen (1986)
- Ingrid Babendererde. Reifeprüfung (1953)
- Entwöhnung von einem Arbeitsplatz - Klausuren und frühe Prosatexte mit einem philologisch-biographischen Essay hrsg. von Bernd Neumann, Schriften des Uwe Johnson-Archivs Bd. 3, Ffm. (1992)
- Wo ist der Erzähler auffindbar - Gutachten für Verlage 1956-1958 mit einem Nachwort hrsg. von Bernd Neumann, Schriften des Uwe Johnson-Archivs Bd. 4 (1992)
- Heute Neunzig Jahr Aus dem Nachlass hrsg. von Norbert Mecklenburg (1996) - wyd. pol. Dziś, w dziewięćdziesiątą rocznicę, 2013, tłum. Sława Lisiecka

## Opracowania
- Kleines Adreßbuch für Jerichow und New York. Ein Register zu Uwe Johnsons Roman 'Jahrestage' Angelegt mit Namen, Orten, Zitaten und Verweisen von Rolf Michaelis, 1983
- Siegfried Unseld / Eberhard Fahlke Uwe Johnson: 'Für wenn ich tot bin' Schriften des Uwe Johnson-Archivs Bd. 1, Ffm. 1991
- Peter Nöldechen Bilderbuch von Johnsons Jerichow und Umgebung - Spurensuche im Mecklenburg der Cresspahls Schriften des Uwe Johnson-Archivs Bd. 2, Ffm. 1991
- Die Katze Erinnerung. Uwe Johnson - Eine Chronik in Briefen und Bildern zusammengestellt von Eberhard Fahlke, Ffm. 1994
- Bernd Neumann Uwe Johnson mit 12 Porträts von Diether Ritzert, Hamburg 1994
- Roland Berbig und Erdmut Wizisla (wyd.) 'Wo ich her bin...' - Uwe Johnson in der D.D.R. Berlin 1993
- Uwe Johnson zwischen Vormoderne und Postmoderne. Internationales Uwe-Johnson-Symposium, Walter de Gruyter, Berlin New York 1995, S. 267-284
- Ulrich Krellner: 'Was ich im Gedächtnis ertrage'. Untersuchungen zum Erinnerungskonzept von Uwe Johnsons Erzählwerk. Königshausen und Neumann, Würzburg 2003
- Heinz Ludwig Arnold:Beschreibung eines Beschreibers - Über Uwe Johnson, in: ders.:Von Unvollendeten - Literarische Porträts. Göttingen 2005
- Meinolf Schumacher: Occupied by Comrades? The Concealed Story of the Soviet Military Presence in Mecklenburg and Western Pomerania after 1945 in Uwe Johnson’s Jahrestage (1970–1983). In European Literatures of Military Occupation. Shared Experience, Shifting Boundaries, and Aesthetic Affections, edd. Matthias Buschmeier / Jeanne E. Glesener. Leuven University Press 2024, pp. 355–384. https://doi.org/10.4119/unibi/2990689